# Roger Stafford, VI barone Stafford
Roger Stafford (Malpas, 1572 – 1640) è stato un nobile inglese.

## Biografia
Era figlio di Richard Stafford e Mary Corbet. Suo padre era figlio di Henry Stafford, I barone Stafford e di Ursula Pole. Sua madre invece era figlia di John Corbet e Anne Booth.
L'ereditarietà della baronia Stafford era limitata discendenti maschi del primo barone pertanto alla morte senza eredi di Henry Stafford, V barone Stafford figurò erede Roger.
Egli richiese al Parlamento il pieno riconoscimento del titolo ereditario all'età di 65 anni. Una commissione apposita venne nominata per esaminare il suo caso, alla cui guida sedeva Henry Montagu, I conte di Manchester. Venne coinvolto nella decisione anche il re Carlo I d'Inghilterra. Alla fine venne deciso di negare il riconoscimento a causa delle condizioni di povertà in cui versava.
Stafford si arrese alla decisione del Parlamento e rinunciò al titolo dietro pagamento di £800. Un tale atto sarebbe considerato oggi illegale.
Roger morì celibe nel 1640 ed il titolo si estinse. Venne poi ricreato il 12 settembre 1640 per Sir William Howard, marito di Mary Stafford, sorella del quinto conte.

## Ascendenza
|                                    |   |                                      | Genitori                                |  |  | Nonni |  |  | Bisnonni                                |  |  | Trisnonni                             |  |
|                                    |   |                                      |                                         |  |  |       |  |  | Edward Stafford, III duca di Buckingham |  |  | Henry Stafford, II duca di Buckingham |  |
|                                    |   |                                      |                                         |  |  |       |  |  | Edward Stafford, III duca di Buckingham |  |  | Henry Stafford, II duca di Buckingham |  |
|                                    |   | Catherine Woodville                  |                                         |  |  |       |  |  | Edward Stafford, III duca di Buckingham |  |  |                                       |  |
| Henry Stafford, I barone Stafford  |   |                                      |                                         |  |  |       |  |  | Edward Stafford, III duca di Buckingham |  |  |                                       |  |
|                                    |   | Eleanor Percy                        | Henry Percy, IV conte di Northumberland |  |  |       |  |  |                                         |  |  |                                       |  |
|                                    |   | Eleanor Percy                        | Henry Percy, IV conte di Northumberland |  |  |       |  |  |                                         |  |  |                                       |  |
|                                    |   | Eleanor Percy                        | Maud Herbert                            |  |  |       |  |  |                                         |  |  |                                       |  |
| Richard Stafford                   |   | Eleanor Percy                        |                                         |  |  |       |  |  |                                         |  |  |                                       |  |
|                                    |   | Richard Pole                         | Geoffrey de la Pole                     |  |  |       |  |  |                                         |  |  |                                       |  |
|                                    |   | Richard Pole                         | Geoffrey de la Pole                     |  |  |       |  |  |                                         |  |  |                                       |  |
|                                    |   | Richard Pole                         | Edith St John                           |  |  |       |  |  |                                         |  |  |                                       |  |
| Ursula Pole                        |   | Richard Pole                         |                                         |  |  |       |  |  |                                         |  |  |                                       |  |
|                                    |   | Margaret, VIII contessa di Salisbury | George, I duca di Clarence              |  |  |       |  |  |                                         |  |  |                                       |  |
|                                    |   | Margaret, VIII contessa di Salisbury | George, I duca di Clarence              |  |  |       |  |  |                                         |  |  |                                       |  |
|                                    |   | Margaret, VIII contessa di Salisbury | Isabel Neville                          |  |  |       |  |  |                                         |  |  |                                       |  |
| Roger Stafford, VI barone Stafford |   | Margaret, VIII contessa di Salisbury |                                         |  |  |       |  |  |                                         |  |  |                                       |  |
|                                    | … | …                                    |                                         |  |  |       |  |  |                                         |  |  |                                       |  |
|                                    | … | …                                    |                                         |  |  |       |  |  |                                         |  |  |                                       |  |
|                                    | … | …                                    |                                         |  |  |       |  |  |                                         |  |  |                                       |  |
| John Corbet                        | … |                                      |                                         |  |  |       |  |  |                                         |  |  |                                       |  |
|                                    |   | …                                    | …                                       |  |  |       |  |  |                                         |  |  |                                       |  |
|                                    |   | …                                    | …                                       |  |  |       |  |  |                                         |  |  |                                       |  |
|                                    |   | …                                    | …                                       |  |  |       |  |  |                                         |  |  |                                       |  |
| Mary Corbet                        |   | …                                    |                                         |  |  |       |  |  |                                         |  |  |                                       |  |
|                                    |   | …                                    | …                                       |  |  |       |  |  |                                         |  |  |                                       |  |
|                                    |   | …                                    | …                                       |  |  |       |  |  |                                         |  |  |                                       |  |
|                                    |   | …                                    | …                                       |  |  |       |  |  |                                         |  |  |                                       |  |
| Anne Bouth                         |   | …                                    |                                         |  |  |       |  |  |                                         |  |  |                                       |  |
|                                    |   | …                                    | …                                       |  |  |       |  |  |                                         |  |  |                                       |  |
|                                    |   | …                                    | …                                       |  |  |       |  |  |                                         |  |  |                                       |  |
|                                    |   | …                                    | …                                       |  |  |       |  |  |                                         |  |  |                                       |  |
|                                    |   | …                                    |                                         |  |  |       |  |  |                                         |  |  |                                       |  |